# Aplastodiscus albofrenatus
Aplastodiscus albofrenatus es una especie de anfibio de la familia Hylidae. Es endémica de Brasil.
Su hábitat natural incluye bosques tropicales o subtropicales secos y a baja altitud, ríos, plantaciones, jardines rurales, y zonas previamente boscosas ahora muy degradadas
Está amenazada de extinción por la destrucción de su hábitat natural.